# Dexosarcophaga aurescens
Dexosarcophaga aurescens är en tvåvingeart som först beskrevs av Guilherme A.M.Lopes 1975.  Dexosarcophaga aurescens ingår i släktet Dexosarcophaga och familjen köttflugor.
Artens utbredningsområde är Costa Rica. Inga underarter finns listade i Catalogue of Life.